# Тазе-Канд-е-Джамалхан
Тазе-Канд-е-Джамалхан (перс. تازه كندجمال خان‎) — село в Ірані, входить до складу дехестану Південний Барандузчай у Центральному бахші шахрестану Урмія провінції Західний Азербайджан.